# Вершина (Житомирський район)
Верши́на (до 1941 року — Луківський радгосп) — село в Україні, у Станишівській сільській територіальній громаді Житомирського району Житомирської області. Кількість населення становить 37 осіб (2001). До 1960 року — хутір.

## Історія
Відповідно до результатів перепису населення СРСР, кількість населення, станом на 12 січня 1989 року, становила 36 осіб. Станом на 5 грудня 2001 року, відповідно до перепису населення України, кількість мешканців села становила 37 осіб.
У переліку населених пунктів Волинської округи на 1929 рік показаний під назвою Луківський радгосп Луківської сільської ради Іванківського району. 
15 вересня 1930 року, в складі сільської ради, увійшов до Троянівського району. З 1 жовтня 1941 року значиться під сучасною назвою. 
16 листопада 1942 року очільник генерального округу "Житомир" Ернст Ляйзер видав наказ про створення адміністративного округу "Геґевальд" ("Заповідний ліс") — адміністративно-територіальної одиниці Генеральної округи Житомир Райхскомісаріату Україна, куди увійшло село. У складі округу село перебувало до приходу Червоної армії у лютому 1944 року.
У довіднику адміністративно-територіального устрою Української РСР 1946 року пропущений. 28 листопада 1957 року, внаслідок ліквідації Троянівського району, хутір включено до складу Житомирського району. 16 вересня 1960 року, відповідно до рішення Житомирського облвиконкому № 960 «Про уточнення обліку населених пунктів області», населений пункт офіційно взято на облік з віднесенням до категорії сіл. 30 грудня 1962 року, в складі сільської ради, передане до Коростишівського району Житомирської області, 4 січня 1965 року повернуте до складу відновленого Житомирського району.
19 липня 2016 року увійшло до складу Станишівської сільської територіальної громади Житомирського району Житомирської області.
12 червня 2020 року, відповідно до розпорядження Кабінету Міністрів України № 711-р «Про визначення адміністративних центрів та затвердження територій територіальних громад Житомирської області» увійшло до складу Станишівської сільської територіальної громади.
19 липня 2020 року, в результаті адміністративно-територіальної реформи та ліквідації Житомирського району (1939—2020), село увійшло до складу новоутвореного Житомирського району.